# Odontodes eugramma
Odontodes eugramma är en fjärilsart som beskrevs av Louis Beethoven Prout 1928. Odontodes eugramma ingår i släktet Odontodes och familjen nattflyn. Inga underarter finns listade i Catalogue of Life.